# Treycovagnes
Treycovagnes – miejscowość i gmina (commune) w zachodniej Szwajcarii, w kantonie Vaud, w okręgu (district) Jura-Nord vaudois. Leży nad rzeką Thielle.

## Demografia
W Treycovagnes mieszka 488 osób. W 2021 roku 18,4% populacji gminy stanowiły osoby urodzone poza Szwajcarią.

## Transport
Przez teren gminy przebiega droga główna nr 130.